# Microsoft Wordpad
Wordpad är en mycket enkel ordbehandlare och ingår i operativsystemet Microsoft Windows. Wordpad har grundläggande stöd för att läsa .doc-filer skapade i den professionella ordbehandlaren Microsoft Word. Programmet ersatte Windows Write från och med Windows 95.